# Arthur Miller

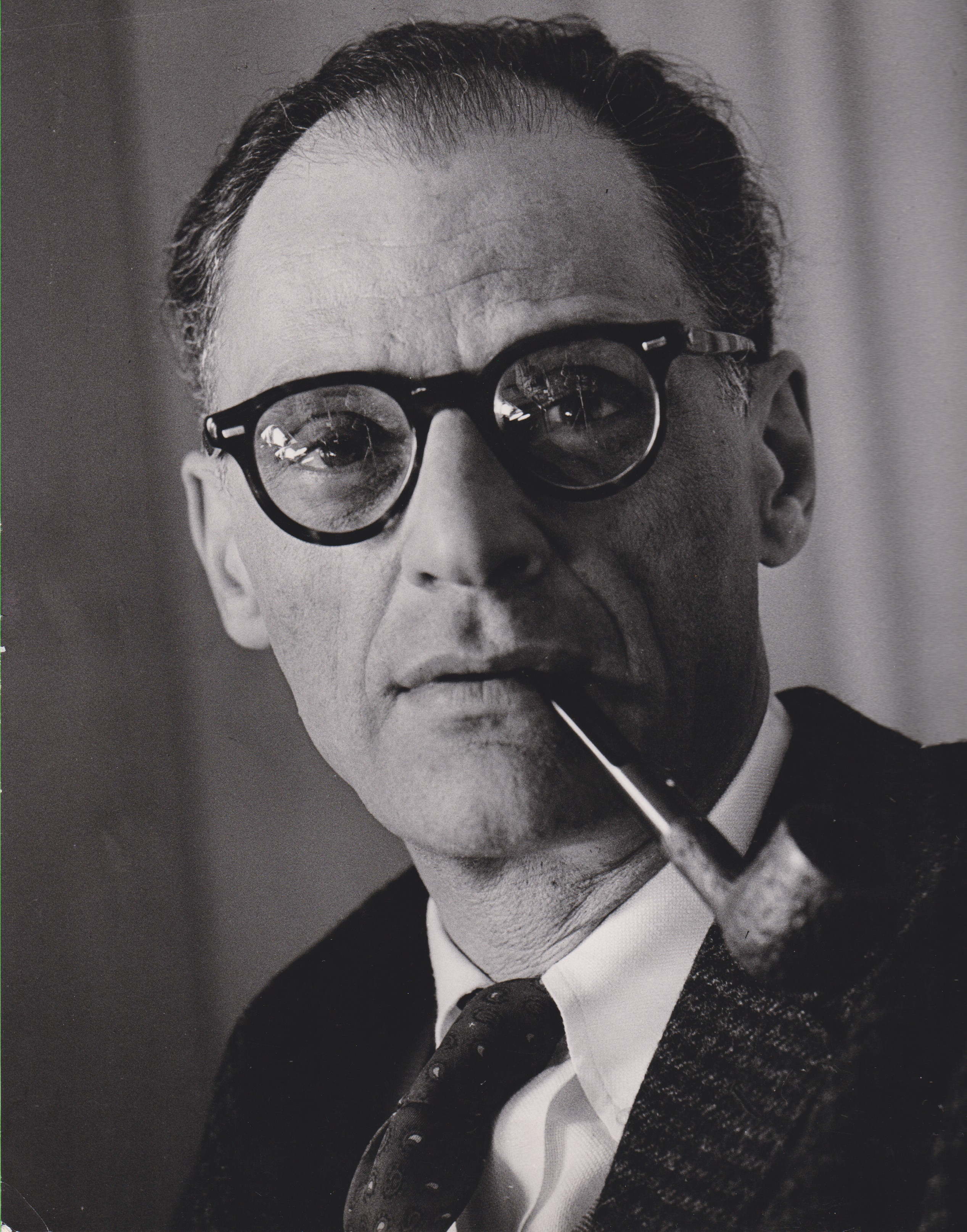
Arthur Miller (1960er Jahre)

Arthur Asher Miller (* 17. Oktober 1915 in New York City, New York; † 10. Februar 2005 in Roxbury, Connecticut) war ein amerikanischer Schriftsteller, Drehbuchautor und Gewinner des Pulitzer-Preises. Er gilt als wichtiger gesellschaftskritischer Dramatiker der neueren Zeit. Seine sozial- und zeitkritischen Dramen wenden sich gegen den so genannten American Way of Life, bei dem der berufliche Erfolg im Mittelpunkt steht. Immer wieder stellte Miller die ethische Verpflichtung des Einzelnen in den Vordergrund. Öffentliche Aufmerksamkeit fand auch seine Ehe mit Marilyn Monroe.

## Leben
Arthur Miller wurde 1915 in Harlem als jüdisches Kind von Isidore Miller (1884–1966) geboren, einem Damenschneider, der in seiner Kindheit von der österreichisch-ungarischen Stadt Radomyśl Wielki nach New York geschickt worden war, wo er die Lehrerin Augusta Barnett (1891–1961) geheiratet hatte. Mit ihr bekam er neben Arthur zwei weitere Kinder, den ältesten Sohn Kermit (1912–2003) und eine Tochter, Joan Maxine (1922–2022). Nach der Insolvenz der elterlichen Schneiderei siedelte die Familie nach Brooklyn über. Der Vater anglisierte den Familiennamen nach dem Erwerb der US-Staatsbürgerschaft, um seinen Kindern das Weiterkommen in der Neuen Welt zu erleichtern.  Miller besuchte die Abraham Lincoln High School und arbeitete daraufhin in verschiedenen Jobs bis zu seiner Aufnahme an die University of Michigan im Jahr 1934, nachdem er ursprünglich abgelehnt worden war. Miller studierte zunächst Wirtschaftswissenschaften und Geschichte und arbeitete zum Erwerb eines Nebenverdienstes als Nachtredakteur in der Michigan Daily. 1936 wechselte er seinen Studienschwerpunkt zu Literatur und Drama im Bereich der Anglistik. Auslöser war die Verleihung des Avery Hopwood Award in Drama und des Bureau-of-New-Plays-Prize für sein Stück No Villain. Nach diesem Erfolg wurden Millers Stücke in Ann Arbor und Detroit, bis zu seinem Abschluss mit dem Bachelor of Arts im Jahr 1938, aufgeführt.
1949 wurde Miller für sein Drama Death of a Salesman (Tod eines Handlungsreisenden) der Pulitzer-Preis verliehen. Die Anspielungen auf Joseph McCarthy und dessen Kommunistenjagd in dem Drama Hexenjagd brachten ihn in Schwierigkeiten; er erhielt keinen Pass für die Premiere des Stückes in Belgien und man behinderte sein Filmprojekt über jugendliche Straftäter in New York. Miller weigerte sich im Juni 1956  auch, Namen ihm bekannter Kommunisten vor einem Untersuchungsausschuss zu nennen, weshalb er am 31. Mai 1957 zu einer Gefängnisstrafe, einer Geldstrafe und zu einem Passentzug verurteilt wurde. Das Urteil wurde 1958 aufgehoben.

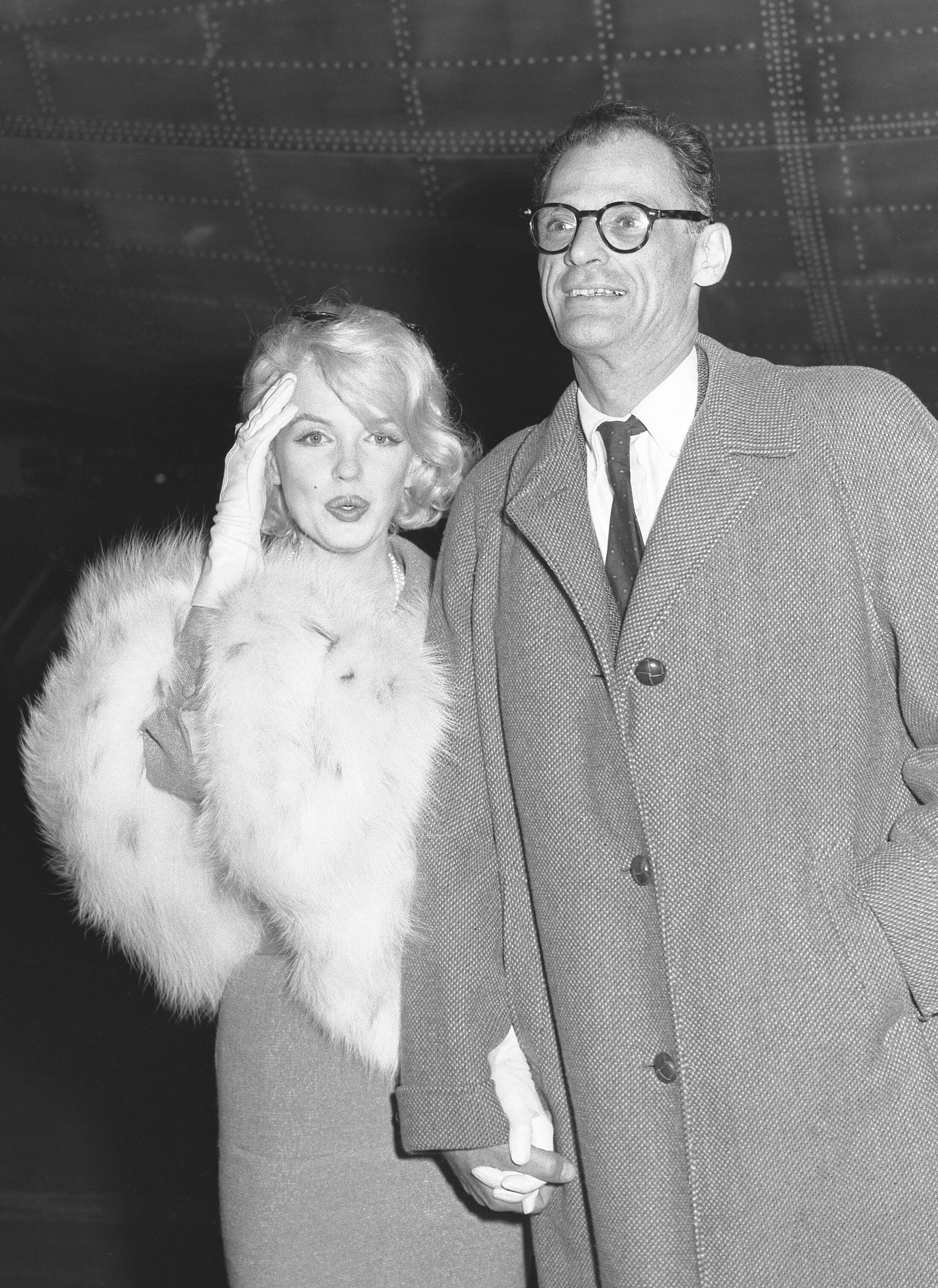
Miller mit Marilyn Monroe (1959)

1940 ging Miller seine erste Ehe mit Mary Grace Slattery ein, mit der er eine Tochter Jane Ellen (* 1944) und einen Sohn Robert A. (* 1947) bekam. Nachdem Miller über den Regisseur Elia Kazan die Schauspielerin Marilyn Monroe kennenlernte, ging die Ehe mit Slattery in die Brüche. 1956 heiratete er Monroe und bearbeitete eine Kurzgeschichte zu einem Drehbuch, das mit ihr in einer der Hauptrollen unter dem Titel Misfits – Nicht gesellschaftsfähig, Monroes letztem Streifen, verfilmt wurde. 1960 trennte sich das Paar aufgrund zahlreicher Ehestreitigkeiten und Monroes gescheitertem Kinderwunsch. Im darauffolgenden Jahr ließ sich das Paar in gegenseitigem Einvernehmen scheiden. Der gerichtliche Scheidungstermin wurde auf den 20. Januar gelegt, damit die Presse vom Amtsantritt des US-amerikanischen Präsidenten John F. Kennedy abgelenkt war. Im Zuge der Ehe mit Monroe war Miller bereits ins Visier der Klatschpresse geraten. Ab 1962 war er mit der österreichischen Fotografin Inge Morath verheiratet. Aus dieser Ehe stammen die Kinder Rebecca Miller (* 1962) und Daniel Miller (* 1966). 2002 verstarb Morath.
Zuletzt hatte Miller immer wieder Stellung gegen die US-Politik von George W. Bush bezogen. Er bekannte sich außerdem mehrmals zum Atheismus, zuletzt in der Reihe The Atheist Tapes mit Jonathan Miller (keinem Verwandten). Millers Werke sind durch diese Weltanschauung beeinflusst. 2003 wurde er mit dem Jerusalempreis für die Freiheit des Individuums in der Gesellschaft ausgezeichnet. Miller starb am Abend des 10. Februar 2005 im Alter von 89 Jahren in Roxbury im US-Bundesstaat Connecticut. Medienberichten zufolge starb er an Herzversagen, doch litt er auch an einer Krebserkrankung und einer Lungenentzündung. Vor seinem Tod war er von seiner Schwester, der Schauspielerin Joan Copeland, in ihrer New Yorker Wohnung zur Hospizbetreuung aufgenommen worden. Erst 2007 wurde bekannt, dass Miller die Existenz seines im Heim lebenden Sohnes Daniel, der mit Down-Syndrom geboren worden war, vor der Öffentlichkeit geheim gehalten hatte. Seine Tochter Rebecca ist mit dem Oscar-Preisträger Daniel Day-Lewis verheiratet.

## Seine Werke und die Politik

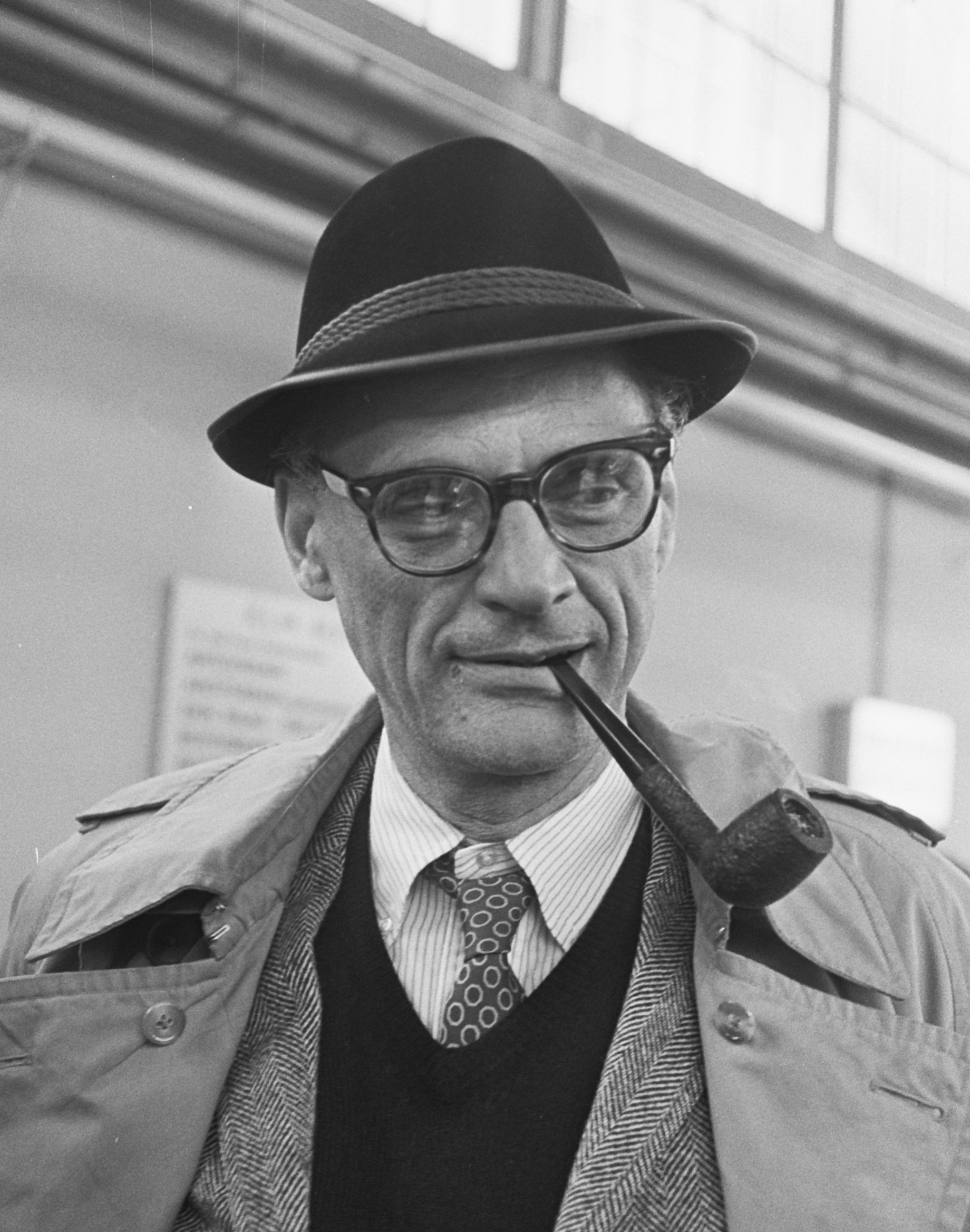
Arthur Miller (1966)

Seine Bedeutung wird meist anhand seines erfolgreichsten und mit dem Pulitzer-Preis ausgezeichneten Stücks Death of a Salesman (Tod eines Handlungsreisenden, 1949) belegt, in dem er präzise die Traumwelt des Protagonisten Willy Loman analysiert und entlarvt. Jene Traumwelt kann als Abbild der zeitgenössischen US-amerikanischen Gesellschaft aufgefasst werden, welche sowohl in der Bühnendarstellung als auch in der Realität nicht mehr entlang der Idealvorstellungen (American Dream) existiert, sondern lediglich als ein im Zusammenbruch begriffenes Überbleibsel von ersehnten Zuständen aufrechterhalten wird.
Seine Stücke werden bis heute immer wieder aufgeführt und gefeiert. Der Tod eines Handlungsreisenden hat auch heute nichts von seiner Aktualität verloren. Das Werk, das neben dem Pulitzer-Preis 1949 den Tony Award erhielt, einen der begehrtesten US-Bühnenpreise, wurde 1999 erneut mit diesem Preis ausgezeichnet, dieses Mal als bestes Revival in einer Broadway-Saison.
Millers Drama über den Niedergang der Ideale der US-amerikanischen Gesellschaft wurde 1985 unter der Regie von Volker Schlöndorff verfilmt. Als Darsteller des Willy Loman trat Dustin Hoffman auf, sein ältester Sohn Biff wurde von John Malkovich verkörpert.
Arthur Miller lieferte mit seinen Werken auch Parallelen zu zeitgenössischen politischen Entwicklungen. Sein Drama The Crucible (dt. Hexenjagd), welches auf wahren Begebenheiten basiert, gibt die Ereignisse in Salem im Jahr 1692 wieder. Die Entwicklung hin zum Verbrechen ist gekennzeichnet durch eine Art Hetzkampagne, die durch persönliche Interessen und Intrigen über massenhysterische Prozesse bis zur Katastrophe vorangetrieben wird.
Vor der bekannten US-amerikanischen Verfilmung Hexenjagd von Nicholas Hytner mit Daniel Day-Lewis und Winona Ryder aus dem Jahr 1996 wurde das Drama bereits 1957 als Kooperation französischer und ostdeutscher (DDR) Filmschaffender unter der Regie von Raymond Rouleau mit Simone Signoret und Yves Montand verfilmt und unter dem Namen Die Hexen von Salem, in der Bundesrepublik 1958 unter dem Titel Hexenjagd, herausgebracht.

## Auszeichnungen (Auswahl)
- 1947/1953: Emmy

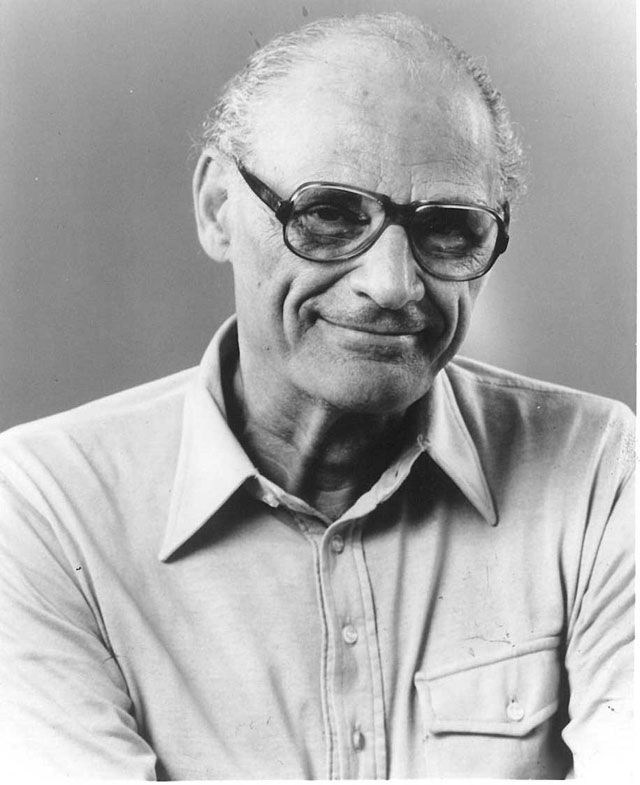
Arthur Miller (unbekanntes Datum)

- 1947/1949: Tony Award – Bester Autor
- 1949:  Pulitzer-Preis – Drama
- 1949/1953: Tony Award – Bestes Theaterstück
- 1958: Aufnahme in die American Academy of Arts and Letters[17]
- 1979: Aufnahme in die American Academy of Arts and Sciences
- 1981: Peabody Award
- 1984: Kennedy-Preis
- 1999: Tony Award – Lebenswerk
- 2001: Praemium Imperiale
- 2003: Jerusalem-Preis

## Werke (Auswahl)

### Theaterstücke
- The Grass Still Grows. Komödie. 1938.
- The Man Who Had All the Luck. 1944 (erhielt 1944 den Theatre Guild Award).
- All My Sons (dt. Alle meine Söhne). 1947.
- Death of a Salesman (dt. Der Tod des Handlungsreisenden: Zwei Akte und ein Requiem. Übersetzt von Katrin Janecke. S. Fischer, Frankfurt am Main 1950). Drama. 1949 (Pulitzer-Preis für Drama).
- The Crucible (dt. Hexenjagd). 1953.
- A View from the Bridge (dt. Blick von der Brücke). 1955.
- A Memory of Two Mondays (dt. Erinnerung an zwei Montage). 1955.
- After the Fall (dt. Nach dem Sündenfall). 1964.
- Incident at Vichy (dt. Zwischenfall in Vichy. Übersetzt von Hans Sahl. Frankfurt am Main). 1964.
- The Price (dt. Der Preis). 1968.
- The Archbishop’s Ceiling. 1977.
- The American Clock (dt. Die große Depression). 1980.
- Clara. 1986.
- Broken Glass (dt. Scherben). 1994.

### Drehbücher
- The Misfits (dt. Nicht gesellschaftsfähig. übersetzt von Hugo Seinfeld. Rowohlt, Reinbek b. Hamburg). 1961.
- Playing for Time (dt. Spiel um Zeit). 1980.

### Prosa
- Focus (dt. Brennpunkt, Zürich 1950). Roman, 1945; Fischer Taschenbuch, Frankfurt am Main 2015, ISBN 978-3-596-90593-5.
- The Misfits. Novelle, 1957.
- In Russia (dt. In Russland) mit Inge Morath (Fotos), 1969.
- Chinese Encounters (dt. China) mit Inge Morath (Fotos), 1979.
- Timebends (dt. Zeitkurven. Ein Leben). Autobiografie, 1987. S. Fischer, Frankfurt am Main 1987.
- Homely Girl (dt. Unscheinbares Mädchen. Ein Leben). Kurzgeschichte, 1992. S. Fischer, Frankfurt am Main 1995, ISBN 3-596-14832-4.
- Echoes Down the Corridor (dt. Widerhall der Zeit). Essays, 2000. S. Fischer, Frankfurt am Main 2003, ISBN 3-10-049011-8.
- Presence. Sämtliche Erzählungen, 2007. Fischer Taschenbuch, Frankfurt am Main 2015, ISBN 978-3-596-95019-5.

## Verfilmungen
- 1948: Alle meine Söhne (All My Sons) – Regie: Irving Reis
- 1951: Der Tod eines Handlungsreisenden (Death of a Salesman) – Regie: László Benedek – mit Fredric March
- 1957: Die Hexen von Salem (Hexenjagd, Les sorcières de Salem) – Regie: Raymond Rouleau – mit Yves Montand, Simone Signoret (Koproduktion DDR/Frankreich)
- 1960: Machen wir’s in Liebe (Let’s Make Love) – Regie: George Cukor – mit Marilyn Monroe, Yves Montand, Frankie Vaughan
- 1961: Nicht gesellschaftsfähig (Misfits) – Regie: John Huston – mit Marilyn Monroe, Clark Gable, Montgomery Clift
- 1961: Blick von der Brücke (Vu du pont) – Regie: Sidney Lumet – mit Raf Vallone
- 1966: Ein Feind des Volkes (An Enemy of the People) – Adaption des gleichnamigen Theaterstücks von Henrik Ibsen durch Miller (Schwarzweißfilm) – Regie: Paul Bogart – mit James Daly
- 1978: Ein Feind des Volkes (An Enemy of the People) – Adaption des gleichnamigen Theaterstücks von Henrik Ibsen durch Miller (Farbfilm) – Regie: George Schaefer – mit Steve McQueen
- 1985: Tod eines Handlungsreisenden (Death of a Salesman) – Regie: Volker Schlöndorff – mit Dustin Hoffman, John Malkovich
- 1987: Die Stunde der Wahrheit (The American Clock) – Regie: Bob Clark
- 1990: Everybody Wins (Everybody Wins) – Drehbuch von Miller – Regie: Karel Reisz – mit Nick Nolte, Debra Winger
- 1996: Hexenjagd (The Crucible) – Regie: Nicholas Hytner – mit Daniel Day-Lewis

## Dokumentarfilm
Miller taucht ebenfalls in den Dokumentarfilmen The Atheism Tapes (2004) von Jonathan Miller auf. The Atheism Tapes beinhaltet Interviews mit sechs bedeutenden Persönlichkeiten aus dem Bereich Philosophie und Naturwissenschaften. Miller äußert sich in einem etwa halbstündigen Interview zum Thema Religion und Atheismus.